# Diecezja Maitland-Newcastle
Diecezja Maitland-Newcastle – diecezja Kościoła rzymskokatolickiego w metropolii Sydney, położona na terenie australijskiego stanu Nowa Południowa Walia. Powstała w 1847 roku jako diecezja Maitland wskutek wyłączenia części obszaru z archidiecezji Sydney. Od 14 czerwca 1995 roku nosi obecną nazwę.